# 霍佩克河
51°25′49.7″N 8°48′54″E / 51.430472°N 8.81500°E

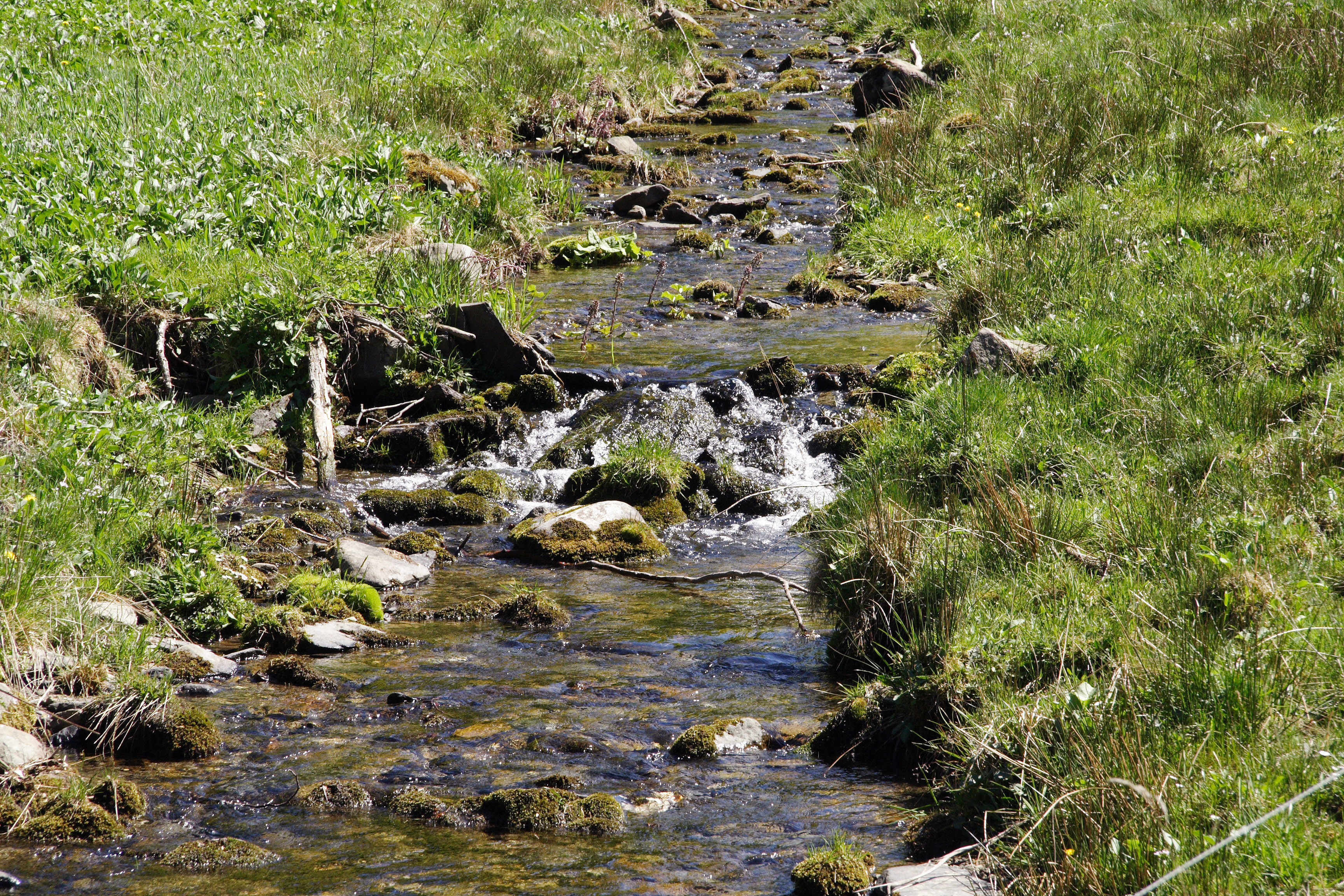

霍佩克河（德語：Hoppecke），是德國的河流，位於該國西部，流經北萊茵-威斯特法倫州和黑森州，屬於迪默爾河的左支流，河道全長35公里，流域面積92平方公里。